# Viena del Delfinat
Viena del Delfinat (en francès Vienne, en francoprovençal Vièna) és un municipi francès situat al departament de la Isèra i a la regió d'Alvèrnia-Roine-Alps. L'any 2012 tenia 29.300 habitants. Està situada a la riba esquerra del Roine a la confluència amb el Gère. És a uns 25 km al sud de Lió.

## Història
Anomenada en llatí Vienna, és esmentada per primer cop per Juli Cèsar com la capital dels al·lòbroges. Fou colònia romana (Iulia Vienna) i durant l'imperi fou una de les principals ciutats de la Gàl·lia i rival de Lugdunum (Lió), i capital de la Diòcesi de les set províncies. De l'època romana resten una part de les muralles, algunes arcades que se suposen eren l'entrada de les termes i un temple ben conservat que avui és un museu. Prop de Viena hi ha un monument conegut com la tomba de Ponç Pilat que segons la tradició fou desterrat a la ciutat. La via Domítia va des d'Arelate (Arle) per l'est del riu fins a Lió i passa per Viena.
El segle IV fou seu d'un bisbat elevat a arquebisbat el 450 i que va existir fins al 1792. Des del 432 fou la capital del regne burgundi. Va esdevenir un comtat sota els merovíngis i sota els carolingis. No està ben establerta la successió de comtes (vegeu Comtat de Viena). El 879 fou capital del regne de Provença i del regne d'Arle el 933. Des de poc després del 1000 el comtat de Vienne es va dividir en el comtat d'Albon i la part cedida a Savoia, el comtat de Mauriene, reconeguts ambdós feus de l'imperi el 1032. La resta fou unida al comtat de Mâcon.
El 1112 s'hi va celebrar un concili que fou un dels més importants dels diversos celebrats a la ciutat, en el que es va condemnar les investidures i es va excomunicar a l'emperador Enric V. El més important d'aquests concilis fou el de 1311-1312 en què foren condemnats els templers.
El 1378 el delfí, nomenat vicari imperial del regne d'Arle, va ocupar la ciutat que fou unida a França el 1448.

## Personatges il·lustres
- Calixt II, papa
- Pierre Étienne Rémillieux, pintor
- Antoni Abat (Hi està enterrat)
- Innocent Gentillet (1532(?)-1588), home de lletres, hugonot